# Tom Rivoire
Tom Rivoire est un acteur français né le 30 septembre 2000. Il est connu grâce à la série Les Bracelets rouges diffusée sur TF1.

## Biographie
Tom Rivoire fait ses débuts dans le cinéma en jouant le rôle de Grangibus dans La Guerre des boutons de Yann Samuell. En 2014, il interprète Kévin dans Tiens-toi droite de Katia Lewkowicz. En 2016, il joue aux côtés de François Damiens dans le film Des nouvelles de la planète Mars de Dominik Moll.
Entre 2018 et 2020, il interprète Clément, un jeune adolescent malade dans la série Les Bracelets rouges, diffusée sur TF1.

## Filmographie

### Cinéma
- 2011 : La Guerre des boutons de Yann Samuell[2] :  Grangibus
- 2014 : Tiens-toi droite de Katia Lewkowicz [3]: Kévin
- 2016 : Des nouvelles de la planète Mars de Dominik Moll[4]: Grégoire Mars
- 2017 : Les Grands Esprits d'Olivier Ayache-Vidal : le fils de Caroline
- 2020 : Des feux dans la nuit de Dominique Lienhard : Nils
- 2022 : Les Volets verts de Jean Becker : Jules
- 2022 : Maria rêve de Lauriane Escaffre et Yvo Muller : élève gothique
- 2023 : Le Règne animal de Thomas Cailley : le lieutenant de gendarmerie

### Télévision

#### Séries télévisées
- 2018-2020/2024 : Les Bracelets rouges de Nicolas Cuche[5] : Clément
- 2021 : Plan B de Christophe Campos : Enzo
- 2021 : L'Île aux trente cercueils de Frédéric Mermoud : Max
- 2024: les bracelets rouges de Nicolas Cuche: Clement